# Discographie de Judas Priest
Voici la discographie de Judas Priest, groupe de heavy metal traditionnel britannique formé en 1969. Le groupe a sorti 19 albums studio, 6 albums en concert, 10 compilations, 39 singles et tourné 17 clips vidéo.

## Présentation
Formé en 1969 par K. K. Downing (guitare) et Ian Hill (basse), Judas Priest doit attendre 1974 et l'arrivée de Rob Halford (chant) et Glenn Tipton (guitare) pour enregistrer pour le label Gull Records, son premier album intitulé Rocka Rolla. Le batteur change souvent à cette époque et il faudra l'arrivée de Dave Holland en 1989 pour attendre la stabilité à ce poste. Sad Wings of Destiny, deuxième album sort en 1976, apporte au groupe une base de fans solide et permet la signature sur un label majeur, CBS Records. Sin After Sin sort en avril 1977 et voit le groupe faire évoluer son hard rock vers le heavy metal. Cet album lancera le groupe vers le succès du moins en Grande-Bretagne où il se classa à la 23e place des charts. L'album suivant, Stained Class (1978), sera le premier du groupe a entrer dans le classement du Billboard 200 américain où il atteindra la 173e place. Killing Machine, rebaptisé Hell Bent for Leather en Amérique du Nord à cause de la connotation criminelle du titre, continuera à mettre le groupe sur la pente ascendante et classera pour la première fois ses deux singles dans les charts britanniques ("Take On the World" #10 et "Evening Star" # 53). 1979, verra la sortie du premier album live du groupe, Unleashed in the East, enregistré au Japon. Il atteindra la 10e place au Royaume-Uni et entrera dans le top 100 (73e) du billboard 200 américain.
British Steel, sorti en 1980, assoit définitivement le succès du groupe aux États-Unis 34e place des charts et premier album certifié disque d'or pour plus de cinq cent mille albums vendus. Les disques suivants, Point of Entry (1981), Screaming for Vengeance (1982), Defenders of the Faith (1986), 
Turbo (1986), Ram It Down (1988) et Painkiller (1990) seront de la même veine avec Screaming for Vengeance comme plus forte vente, deux millions d'exemplaires rien qu'aux USA.
1993, marque un tournant dans la carrière du groupe, Rob Halford quitte le groupe pour se consacrer à de nouveaux projets musicaux. Il sera remplacé en 1996 par Tim "Ripper" Owens un fan du groupe qui chantait dans le groupe hommage "British Steel". Avec lui, Judas Priest enregistre deux albums studios Jugulator (1997) et Demolition en 2001. Le succès sera moindre et ils ne se classeront pas dans les charts britanniques. En 2003, Rob Halford reprend sa place au sein du groupe qui, après deux tournées, sort en février 2005, Angel of Retribution qui permet au groupe de renouer avec le succès (#39 UK) et (# 13 US), meilleur classement aux USA. Nostradamus (2008), Redeemer of Souls (2014), Firepower (2018) et Invincible Shied (2024), continueront à maintenir le groupe en haut des classements mondiaux. En 2011, K. K. Downing décide de prendre sa retraite et sera remplacé par Richie Faulkner un guitariste anglais né la même année que la sortie de l'album British Steel.
Ian Hill et Glenn Tipton seront les deux seuls membres à avoir participé à tous les albums du groupe. Redeemer of souls se classa à la première place des charts finlandais et Firepower à la première place en des charts suédois.

## Membres du groupe
| Album                   | Année | Chant              | Guitares        | Guitares     | Basse    | Batterie     |
| ----------------------- | ----- | ------------------ | --------------- | ------------ | -------- | ------------ |
| Rocka Rolla             | 1974  | Rob Halford        | K. K. Downing   | Glenn Tipton | Ian Hill | John Hinch   |
| Sad Wings of Destiny    | 1976  | Rob Halford        | K. K. Downing   | Glenn Tipton | Ian Hill | Alan Moore   |
| Sin After Sin           | 1977  | Rob Halford        | K. K. Downing   | Glenn Tipton | Ian Hill | —            |
| Stained Class           | 1978  | Rob Halford        | K. K. Downing   | Glenn Tipton | Ian Hill | Les Binks    |
| Killing Machine         | 1979  | Rob Halford        | K. K. Downing   | Glenn Tipton | Ian Hill | Les Binks    |
| British Steel           | 1980  | Rob Halford        | K. K. Downing   | Glenn Tipton | Ian Hill | Dave Holland |
| Point of Entry          | 1981  | Rob Halford        | K. K. Downing   | Glenn Tipton | Ian Hill | Dave Holland |
| Screaming for Vengeance | 1982  | Rob Halford        | K. K. Downing   | Glenn Tipton | Ian Hill | Dave Holland |
| Defenders of the Faith  | 1984  | Rob Halford        | K. K. Downing   | Glenn Tipton | Ian Hill | Dave Holland |
| Turbo                   | 1986  | Rob Halford        | K. K. Downing   | Glenn Tipton | Ian Hill | Dave Holland |
| Ram It Down             | 1988  | Rob Halford        | K. K. Downing   | Glenn Tipton | Ian Hill | Dave Holland |
| Painkiller              | 1990  | Rob Halford        | K. K. Downing   | Glenn Tipton | Ian Hill | Scott Travis |
| Jugulator               | 1997  | Tim "Ripper" Owens | K. K. Downing   | Glenn Tipton | Ian Hill | Scott Travis |
| Demolition              | 2001  | Tim "Ripper" Owens | K. K. Downing   | Glenn Tipton | Ian Hill | Scott Travis |
| Angel of Retribution    | 2005  | Rob Halford        | K. K. Downing   | Glenn Tipton | Ian Hill | Scott Travis |
| Nostradamus             | 2008  | Rob Halford        | K. K. Downing   | Glenn Tipton | Ian Hill | Scott Travis |
| Redeemer of Souls       | 2014  | Rob Halford        | Richie Faulkner | Glenn Tipton | Ian Hill | Scott Travis |
| Firepower               | 2018  | Rob Halford        | Richie Faulkner | Glenn Tipton | Ian Hill | Scott Travis |
| Invincible Shield       | 2024  | Rob Halford        | Richie Faulkner | Glenn Tipton | Ian Hill | Scott Travis |

- Pour l'album Sin after Sin, c'est le musicien de session Simon Phillips qui assure les parties de batterie.

## Albums

### Albumsstudio
| Album                                                                                                   | Charts | Charts | Charts | Charts | Charts    | Charts | Charts | Charts | Charts | Charts | Charts | Charts | Charts | Charts | Charts | Certifications        |
| Album                                                                                                   | RU     | ALL    | AUS    | AUT    | (V)/(W) , | CAN    | FIN    | FRA    | ITA    | NOR    | N-Z    | P-B    | SWE    | SUI    | USA    | Certifications        |
| --- | ------ | ------ | ------ | ------ | --------- | ------ | ------ | ------ | ------ | ------ | ------ | ------ | ------ | ------ | ------ | --------------------- |
| Rocka Rolla - Sortie: 6 septembre 1974 - Label: Gull Records                                            | —      | —      | —      | —      | —/—       | —      | —      | —      | —      | —      | —      | —      | —      | —      | —      | —                     |
| Sad Wings of Destiny - Sortie: 23 mars 1976 - Label: gull Records                                       | —      | —      | —      | —      | —/—       | —      | —      | —      | —      | —      | —      | —      | —      | —      | —      | —                     |
| Sin After Sin - Sortie: 8 avril 1977 - Label: CBS Records                                               | 23     | —      | —      | —      | —/—       | —      | —      | —      | —      | —      | —      | —      | 49     | —      | —      | Or                    |
| Stained Class - Sortie: 10 février 1978 - Label: CBS                                                    | 27     | —      | —      | —      | —/—       | —      | —      | —      | —      | —      | —      | —      | —      | —      | 173    | Or                    |
| Killing Machine - Hell Bent for Leather pour l' Amérique du Nord - Sortie: 9 novembre 1978 - Label: CBS | 32     | —      | —      | —      | —         | —      | —      | —      | —      | —      | —      | —      | —      | —      | 128    | Or                    |
| British Steel - Sortie: 14 avril 1980 - Label: CBS                                                      | 4      | 59     | —      | —      | —/—       | 45     | 46     | —      | —      | —      | —      | —      | 20     | 92     | 34     | Argent · Or · Platine |
| Point of Entry - Sortie: 26 février 1981 - Label: CBS                                                   | 14     | 19     | —      | —      | —/—       | 42     | —      | —      | —      | 32     | —      | —      | 14     | —      | 39     | Argent · Or           |
| Screaming for Vengeance - Sortie: 17 juillet 1982 - Label: CBS                                          | 11     | 23     | —      | —      | 173/139   | 17     | —      | —      | —      | 26     | —      | —      | 14     | —      | 17     | Platine · 2 × Platine |
| Defenders of the Faith - Sortie: 4 janvier 1984 - Label: CBS                                            | 19     | 21     | —      | 51     | 85/138    | 17     | 46     | 142    | 90     | 17     | —      | 27     | 2      | 12     | 18     | Platine · Platine     |
| Turbo - Sortie: 14 avril 1986 - Label: CBS                                                              | 33     | 28     | —      | 51     | 108/76    | 37     | —      | 162    | —      | 13     | —      | 57     | 10     | 26     | 17     | Platine · Platine     |
| Ram It Down - Sortie: 17 mai 1988 - Label: CBS                                                          | 24     | 9      | 43     | 14     | —/—       | 30     | —      | —      | 5      | —      | —      | 25     | 5      | 8      | 31     | Or · Or               |
| Painkiller - Sortie: 3 septembre 1990 - Label: CBS                                                      | 26     | 7      | —      | 22     | —/—       | 29     | —      | —      | —      | 19     | 27     | —      | 19     | 14     | 26     | Or · Or               |
| Jugulator - Sortie: 28 octobre 1997 - Label: SPV Steamhammer                                            | —      | 9      | —      | 34     | —/—       | 87     | 24     | —      | —      | —      | —      | —      | 33     | 43     | 82     | —                     |
| Demolition - Sortie: 16 juillet 2001 - Label: SPV                                                       | —      | 16     | —      | 50     | —/—       | —      | —      | 72     | —      | —      | —      | —      | 55     | 72     | 165    | —                     |
| Angel of Retribution - Sortie: 23 février 2005 - Label: Epic Records                                    | 39     | 5      | —      | 10     | 37/89     | —      | 6      | 43     | 26     | 6      | —      | 46     | —      | 19     | 13     | —                     |
| Nostradamus - Sortie: 16 juin 2008 - Label: Epic                                                        | 30     | 5      | 17     | 13     | 79/50     | 9      | 3      | 38     | 26     | 12     | 31     | 38     | 5      | 12     | 11     | —                     |
| Redeemer of Souls - Sortie: 14 juillet 2014 - Label: Epic                                               | 12     | 3      | 31     | 6      | 25/30     | 5      | 1      | 22     | 29     | 3      | 31     | 26     | 5      | 6      | 6      | —                     |
| Firepower - Sortie: 9 mars 2018 - Label: Epic                                                           | 5      | 2      | 12     | 2      | 5/14      | 3      | 2      | 30     | 20     | 5      | 36     | 16     | 1      | 3      | 5      | —                     |
| Invincible Shield - Sortie: 8 mars 2024 - Label: Sony Music                                             |        |        |        |        |           |        |        |        |        |        |        |        |        |        |        |                       |
| "—" indique que l'album n'entra pas dans les classements musicaux de ces pays.                          |        |        |        |        |           |        |        |        |        |        |        |        |        |        |        |                       |

### Albums live
| Album                                                                          | Charts | Charts | Charts | Charts | Charts | Charts | Charts | Charts | Charts | Charts | Charts | Charts | Certifications |
| Album                                                                          | RU     | ALL    | AUT    | (V)    | (W)    | CAN    | FRA    | NOR    | P-B    | SWE    | SUI    | USA    | Certifications |
| ------------------------------------------------------------------------------ | ------ | ------ | ------ | ------ | ------ | ------ | ------ | ------ | ------ | ------ | ------ | ------ | -------------- |
| Unleashed in the East - Sortie: 17 septembre 1979 - Label: CBS                 | 10     | —      | —      | —      | —      | 73     | —      | —      | —      | —      | —      | 70     | Platine        |
| Priest... Live! - Sortie: 21 juin 1987 - Label: CBS                            | 47     | 23     | 22     | —      | —      | 39     | —      | 16     | 68     | 19     | 18     | 38     | Or · Or        |
| '98 Live Meltdown - Sortie: 29 septembre 1998 - Label: SPV                     | —      | 63     | —      | —      | —      | —      | —      | —      | —      | —      | —      | —      | —              |
| Live in London - Sortie: 8 avril 2003 - Label: SPV                             | —      | 54     | —      | —      | —      | —      | —      | —      | —      | —      | —      | —      | —              |
| A Touch of Evil: Live - Sortie: 14 juillet 2009 - Label: Epic                  | —      | —      | —      | —      | —      | —      | —      | —      | —      | —      | —      | 87     | —              |
| Battle Cry - Sortie: 25 mars 2016 - Label: Epic                                | —      | 29     | 57     | 78     | 90     | —      | 180    | 37     | —      | —      | 34     | —      | —              |
| "—" indique que l'album n'entra pas dans les classements musicaux de ces pays. |        |        |        |        |        |        |        |        |        |        |        |        |                |

### Compilations
| Album                                                                                               | Charts | Charts | Charts | Charts | Charts | Charts | Charts | Charts | Charts | Charts |
| Album                                                                                               | RU     | ALL    | AUT    | (V)    | (W)    | FIN    | FRA    | SWE    | SUI    | USA    |
| --------------------------------------------------------------------------------------------------- | ------ | ------ | ------ | ------ | ------ | ------ | ------ | ------ | ------ | ------ |
| The Best of Judas Priest - Sortie: 1978 - Label: Gull Records                                       | —      | —      | —      | —      | —      | —      | —      | —      | —      | —      |
| Hero, Hero - Sortie: 1981 - Label: Gull Records                                                     | —      | —      | —      | —      | —      | —      | —      | —      | —      | —      |
| Metal Works '73–'93 - Sortie: 18 mai 1993 - Label: Columbia                                         | 37     | 50     | —      | —      | —      | —      | —      | —      | 40     | 155    |
| The Best of Judas Priest: Living After Midnight - Sortie: 1997 - Label: Columbia                    | —      | —      | —      | —      | —      | —      | —      | —      | —      | —      |
| Metalogy - Sortie: 11 mai 2004 - Label: Columbia - Coffret de 4 Cd + DVD                            | —      | —      | —      | —      | —      | —      | —      | —      | —      | —      |
| The Essential Judas Priest - Sortie: 11 avril 2006 - Label: Columbia / Sony Music                   | —      | —      | —      | —      | —      | 21     | —      | 23     | —      | —      |
| The Chosen Few - Sortie: 11 octobre 2011 - Label: Legacy Recordings                                 | —      | —      | —      | —      | —      | —      | —      | —      | —      | —      |
| Single Cuts - Sortie: 17 octobre 2011 - Label: Columbia - Coffret de 20 singles                     | —      | —      | —      | —      | —      | —      | —      | —      | —      | —      |
| The Complete Albums Collection - Sortie: 12 juin 2012 - Label: Legacy Recordings - Coffret de 17 Cd | —      | —      | —      | —      | —      | —      | —      | —      | —      | —      |
| Reflections: 50 Heavy Metal Years of Music - Sortie: 15 octobre 2021 - Label: Sony Music            | —      | 15     | 53     | 158    | 66     | 45     | 198    | —      | 62     | —      |
| "—" indique que l'album n'entra pas dans les classements musicaux de ces pays.                      |        |        |        |        |        |        |        |        |        |        |

## Singles

### Années 70
| Année | Titre                                                                                      | Position dans les chartes | Album                 |
| Année | Titre                                                                                      | R-U                       | Album                 |
| ----- | ------------------------------------------------------------------------------------------ | ------------------------- | --------------------- |
| 1974  | "Rocka Rolla" - Face B: "Never Satisfied"                                                  | —                         | Rocka Rolla           |
| 1976  | "Deceiver" - Face B: "The Ripper"                                                          | —                         | Sad Wings of Destiny  |
| 1976  | "The Ripper" - Face B: "Island of Domination"                                              | —                         | Sad Wings of Destiny  |
| 1977  | "Diamonds and Rust" - Face B: "Dissident Agressor"                                         | —                         | Sin After Sin         |
| 1978  | "Exciter" - Face B: "Better By You, Better than Me" - Japon uniquement                     | —                         | Stained Class         |
| 1978  | "Better by You, Better than Me" - Face B: "Invader"                                        | —                         | Stained Class         |
| 1978  | "Before the Dawn" - Face B: "Rock Forever"                                                 | —                         | Killing Machine       |
| 1979  | "Take On the World" - Face B: "Starbreaker" (live)                                         | 14                        | Killing Machine       |
| 1979  | "Evening Star" - Face B: "Beyond The Realms Of Death" (live)                               | 53                        | Killing Machine       |
| 1979  | "Hell Bent for Leather" - Face B: "Evil Fantasies" - Japon uniquement                      | —                         | Killing Machine       |
| 1979  | "The Green Manalishi" (With The Two-Pronged Crown) - Face B: "Rock Forever" - & uniquement | —                         | Killing Machine       |
| 1979  | "Diamonds and Rust" (live) - Face B: "Starbreaker" (live)                                  | —                         | Unleashed in the East |

### Années 80
| Année                                     | Titre                                                                 | Position dans les chartes | Position dans les chartes | Position dans les chartes | Album                   |
| Année                                     | Titre                                                                 | R-U                       | US hot 100                | US Main.                  | Album                   |
| ----------------------------------------- | --------------------------------------------------------------------- | ------------------------- | ------------------------- | ------------------------- | ----------------------- |
| 1980                                      | "Living After Midnight" - Face B: "Delivering the Goods"              | 12                        | —                         | —                         | British Steel           |
| "Breaking the Law" - Face B: "Metal Gods" | 12                                                                    | —                         | —                         |                           | British Steel           |
| "United" - Face B: "Grinder"              | 26                                                                    | —                         | —                         |                           | British Steel           |
| 1981                                      | "Heading Out to the Highway" - Face B: "All the Way"                  | —                         | —                         | 10                        | Point of Entry          |
| 1981                                      | "Don't Go" - Face B: "Solar Angels"                                   | 51                        | —                         | —                         | Point of Entry          |
| 1981                                      | "Hot Rockin'" - Face B: "Breaking the Law" (live)                     | 60                        | —                         | —                         | Point of Entry          |
| 1982                                      | "You've Got Another Thing Comin'" - Face B: "Exciter" (live)          | 66                        | 67                        | 4                         | Screaming for Vengeance |
| 1982                                      | "(Take These) Chains" - Face B: "The Judas Priest Audiofile"          | —                         | —                         | —                         | Screaming for Vengeance |
| 1982                                      | "Electric Eye" - Face B: — - (airplay) uniquement                     | —                         | —                         | 38                        | Screaming for Vengeance |
| 1984                                      | "Freewheel Burning" - Face B: "Breaking the Law" (live)               | 42                        | —                         | —                         | Defenders of the Faith  |
| 1984                                      | "Some Heads Are Gonna Roll" - Face B: "the Green Manalishi" (live)    | 97                        | —                         | 42                        | Defenders of the Faith  |
| 1984                                      | "Love Bites" - Face B: "Jawbreaker"                                   | —                         | —                         | —                         | Defenders of the Faith  |
| 1986                                      | "Turbo Lover" - Face B: "Hot for Love"                                | —                         | —                         | 44                        | Turbo                   |
| 1986                                      | "Locked In" - Face B: "Reckless"                                      | —                         | —                         | 25                        | Turbo                   |
| 1986                                      | "Parental Guidance" - Face B: "private Property / Turbo Lover" (live) | —                         | —                         | —                         | Turbo                   |
| 1988                                      | "Johnny B. Goode" - Face B: "Rock You All Around The World" (live)    | 67                        | —                         | 47                        | Ram It Down             |
| 1988                                      | "Ram It Down" - Face B: "Heavy Metal"                                 | —                         | —                         | —                         | Ram It Down             |
| 1988                                      | "I'm a Rocker" (promo) - Face B: —                                    | —                         | —                         | —                         | Ram It Down             |

### Années 90 à aujourd'hui
| Année | Titre                                                          | Position dans les chartes | Position dans les chartes | Position dans les chartes | Position dans les chartes | Album                |
| Année | Titre                                                          | R-U                       | ALL                       | US Main.                  | US Active Rock            | Album                |
| ----- | -------------------------------------------------------------- | ------------------------- | ------------------------- | ------------------------- | ------------------------- | -------------------- |
| 1990  | "Painkiller" - Face B: "Hell Control"                          | 74                        | —                         | —                         | —                         | Painkiller           |
| 1990  | "A Touch of Evil" - Face B: "Between The Hammer And The Anvil" | 58                        | —                         | 29                        | —                         | Painkiller           |
| 1993  | "Night Crawler" - Face B: "Living after Midnight" (live)       | 63                        | —                         | —                         | —                         | Metal Works '73–'93  |
| 1997  | "Bullet Train" - Face B: —                                     | —                         | —                         | —                         | —                         | Jugulator            |
| 2001  | "Machine Man" - Face B: "Subterfuge"                           | —                         | 90                        | —                         | —                         | Demolition           |
| 2004  | "Revolution" - Face B: —                                       | —                         | —                         | 23                        | 23                        | Angel of Retribution |
| 2008  | "Visions - Face B: "Nostradamus"                               | —                         | —                         | —                         | —                         | Nostradamus          |
| 2014  | "5 Souls" - EP 5 titres disc bonus edition Deluxe              | —                         | —                         | —                         | —                         | Redeemer of Souls    |
| 2018  | "Firepower" - Face B: "No Surrender"                           | —                         | —                         | —                         | —                         | Firepower            |
| 2018  | "Lightning Strikes" - Face B: —                                | —                         | —                         | 21                        | —                         | Firepower            |

## Vidéos et DVD
- 1983 : Judas Priest Live (VHS, CMV Enterprises)
- 1986 : Fuel For Life (VHS, CBS Records/ Fox Records Inc)
- 1987 : Priest... Live! (VHS, Virgin)
- 1991 : Painkiller (VHS)
- 1993 : Metal Works '73–'93 (VHS, SMV Entreprises)
- 2001 : British Steel - Classic Albums (DVD, Eagle Rock Entertainment / Geneon Entertainment)
- 2002 : Angel of Retribution - Halford : Live at Rock in Rio 2001 (DVD, Epic Records)
- 2002 : Live in London (DVD, SPV)
- 2002 : Lost and Found (VHS, Steamhammer / SPV)
- 2003 : Electric Eye (DVD, Sony Music)
- 2005 : Rising in the East (DVD, Warner Music Group)
- 2006 : Live Vengeance '82 (DVD, Columbia Records)
- 2010 : British Steel - 30th Anniversary DVD (DVD, Sony Music)
- 2012 : US Festival Show - San Bernadino CA 29th May 1983, (DVD Sony Music en supplément dans le pack Screaming For Vengeance Special 30th Anniversary Edition)
- 2013 : Epitaph (DVD & Blu-Ray, Sony Music)
- 2016 : Battle Cry (DVD)